# Kvarteret Zakeus
Kvarteret Zakeus i Ronneby ingår i 1864 års rutnätsplan och omfattade ursprungligen ett lite större markområde än dagens kvarter. I stadsplanen över Ronneby stad från 1909 framgår en vidare avgränsning söderut jämfört med dagens förutsättningar. Till samma bebyggelsesammanhang av offentliga byggnader räknas också Gamla rådhuset som tekniskt sett placerats i parkmark men som planerats i en gemensam helhet tillsammans med Rådhusparken och Borgmästargården i det intilliggande kvarteret Frida.